# Zoltán Bereczki
Zoltán Bereczki (Budapest, 2 maggio 1976) è un attore e cantante ungherese.
Il 17 giugno del 2005 sposa Dóra Szinetár (un'altra attrice e cantante ungherese), da cui poi avrà una figlia, nel 2007, che si chiama Zora Veronika.
Ha interpretato vari lavori teatrali come Mozart! e Romeo e Giulietta nel ruolo di Mercuzio.
Ha cantato alcuni brani inseriti nelle colonne sonore di cartoni animati Disney come Lilo & Stitch, Lilli e il vagabondo II - Il cucciolo ribelle e Il re leone II - Il regno di Simba.
Ruoli teatrali
- Fame (Nick)
- Nyomorultak (Marius)
- Jesus Christ Superstar (Pilato)
- Chicago (Billy Flynn)
- Utazás (Forradalmár)
- Elisabeth (Francesco Giuseppe)
- West Side StoryWest Side Story (Tony)
- A pókasszony csókja (Molina)
- Hello!Igen?! (Szenátor)
- Kabaré (Cliff)
- Sors bolondjai (Jay Morrison)
- Romeo e Giulietta (Mercuzio)
- La Bella e la Bestia (Lángőr)
- Jövőre veled itt (George)
- Mozart! (Emanuel Schikaneder)
- Rudolf (Pfeiffer, bábjátékos)
- Sogno di una notte di Mezza Estate (Zuboly)
- Rebecca-A Manderley-ház asszonya (Maxim de Winter)